# Bauple

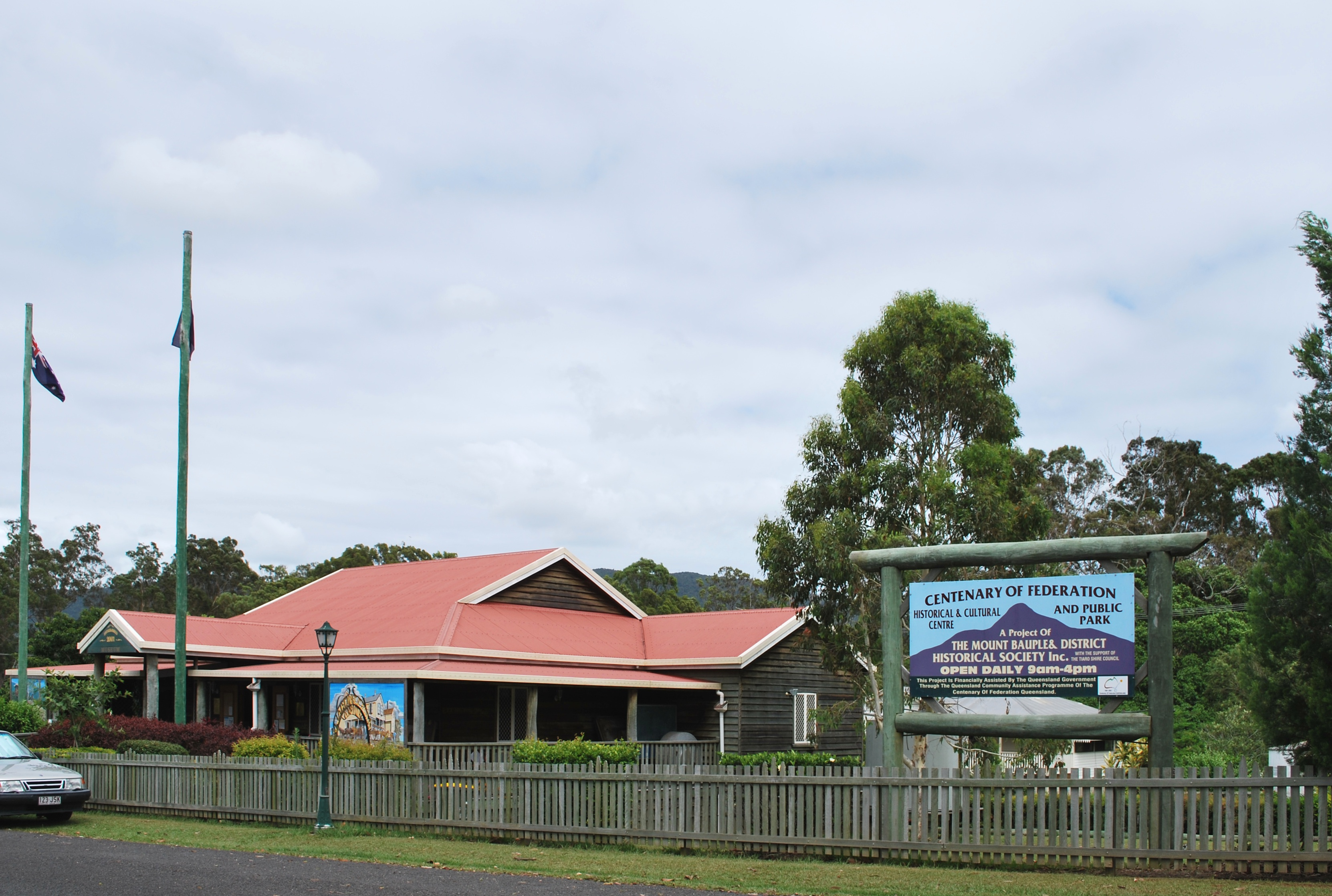
Centre Culturel et Historique de Bauple dans le Queensland

Bauple est une ville rurale et une localité de la région de la côte Fraser, dans le Queensland, en Australie,.

## Démographie
Lors du recensement de 2016, Bauple avait une population de 644 personnes.